# Richard Gridley
Richard Gridley (Boston, 3 gennaio 1710 – Stoughton (Massachusetts), 21 giugno 1796) è stato un militare statunitense.
Richard Gridley nacque a Boston il 3 gennaio 1710.
Nel 1730 sposò Hannah Deming, da cui ebbe nove figli.
Fece parte del genio militare durante le Guerre Franco-Indiane, dall'assedio della Fortezza di Louisbourg nel 1745 alla caduta del Quebec. Per i suoi servizi fu decorato dall'esercito britannico, ricevette un vitalizio e un terreno nel New Hampshire.
Durante la guerra d'indipendenza americana si schierò con le Tredici colonie e fu nominato Geniere Capo nell'Esercito Provinciale del New England.
Nella battaglia di Bunker Hill, in cui rimase ferito, si occupò delle difese posizionate sulla Breed's Hill.
Quando nel 1775 il Congresso continentale creò un Esercito Continentale sotto il comando di George Washington, fu nominato Geniere Capo (dell'artiglieria).
Diresse la costruzione delle fortificazioni sulle alture di Dorchester, che costrinsero gli inglesi ad evacuare Boston nel 1776.
Quando Washington mosse il suo esercito verso sud, Gridley rimase come Geniere Capo del Dipartimento orientale.
Si ritirò dall'esercito nel 1781.
Morì a Stoughton, il 21 giugno 1796, per avvelenamento del sangue a causa del taglio di cespugli della pianta di corniolo, ed è sepolto a Canton.
Sul suo monumento funebre sono incise alcune iscrizioni, tra cui "Io lotterò per la giustizia e per il mio paese", "Io amo il mio Dio, il mio paese, e il mio prossimo come me stesso", e una citazione dal generale Washington: "Non conosco uomo più adatto ad essere geniere capo del generale Gridley".
La United States Army Corps of Engineers considera Gridley il Primo Geniere Capo d'America.